# Ключ 191
Ключ 191 (иер. 鬥) со значением «бой», 191 по порядку из 214 традиционного списка иероглифических ключей, используемых при написании иероглифов. Записывается 10 штрихами.
В словаре Канси под этим ключом содержится 23 иероглифа (из 49 030).

Вид ключа в Цзягувэнь
Вид ключа в большой печати Чжуаньшу
Вид ключа в малой печати Чжуаньшу

## Примеры иероглифов
| Доп. черты | Иероглифы |
| ---------- | --------- |
| 0          | 鬥        |
| 4          | 鬦        |
| 5          | 鬧        |
| 6          | 鬨        |
| 8          | 鬩        |
| 10         | 鬪        |
| 12         | 鬫        |
| 14         | 鬬 鬭     |
| 16         | 鬮        |

- Примечание: Ваш браузер может отображать иероглифы неправильно.